# 1826 w literaturze

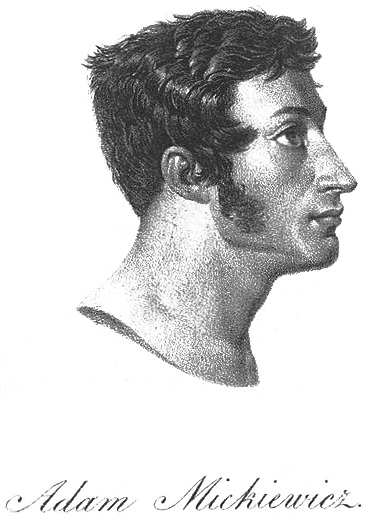
Adam Mickiewicz

Wydarzenia literackie w 1826 roku.

## Nowe poezje
- Ivan Gundulić, Osman (I edycja siedemnastowiecznego eposu).
- Adam Mickiewicz, Sonety krymskie[1].
- Eliza Acton, Poems[2].

## Prasa
- W Paryżu zaczyna się ukazywać Le Figaro[3].